# 교황 마르티노 1세
교황 마르티노 1세(라틴어: Martinus PP. I, 이탈리아어: Papa Martino I)는 제74대 교황(재위: 649년 7월 - 653년 9월 17일)이다. 오늘날 이탈리아의 움브리아 토디 태생으로 그가 태어난 장소는 나중에 그의 이름을 따서 피안디산마르티노(Pian di San Martino)라고 불리게 되었다. 기독교 역사상 마르티노 1세는 동로마 제국 황제로부터 교황 선출을 공식적으로 인정받지 못한 유일한 교황이다. 사후 로마 가톨릭교회와 동방 정교회 등에 의해 순교자로 인정받아 성인으로 시성되었다. 로마 전례 특별 양식에서의 축일은 11월 12일이며, 로마 전례 일반 양식에서의 축일은 4월 13일이다.

## 교황 사절
마르티노는 콘스탄티노폴리스에서 교황 사절(Apocrisiarius)로 파견되어 활동했으며, 높은 학식과 덕망으로 명성이 높았다.

## 교황 (649년~653년)
마르티노는 콘스탄티노폴리스에 교황 사절로 파견되어 근무하면서 동방의 사정에 통달하고 덕이 뛰어난 인물로 평가되어 교황으로 선출된 후 52일 만에 동로마 황제 콘스탄스 2세의 승인을 받았다. 그러나 후에 황제는 그를 교황으로 승인한 것에 후회하게 된다. 마르티노 1세가 교황이 된 후에 한 첫 번째 공식 활동은 당시 동방 교회 안에 만연되어 있었으나, 이단으로 단죄받은 단의설을 처리하기 위해 649년 라테라노 교회회의를 소집한 것이다. 교회회의 소집 장소는 라테라노 대성전이었다. 주로 이탈리아와 시칠리아, 사르데냐 등에서 온 주교들과 몇몇 아프리카 및 기타 지역의 주교들까지 총 105명의 주교가 참석하였으며, 649년 10월 5일부터 10월 31일까지 총 다섯 번 회의를 가졌다. 교회회의에서 주교들은 교회법 20조항을 근거로 하여, 단의설과 단의설을 추종하는 이들과 문서들을 비판하였다. 이는 단지 과거 헤라클리우스 황제의 지지를 받은 세르기우스 1세 총대주교의 에크테시스에만 해당하는 것이 아니라, 당시 황제였던 콘스탄스 2세의 지지를 받은 바울로 2세 총대주교의 가르침도 포함되었다.

## 납치와 유배 (653년~655년)
마르티노 1세는 649년 라테라노 교회회의 교령을 발간하여 사방에 널리 알리는 일에 열성적이었으며, 이러한 그의 행동에 콘스탄스 2세는 이탈리아에 있는 총독에게 만약 교황이 이러한 일련의 행동을 지속한다면 그를 구속하여 죄수 신분으로 콘스탄티노폴리스로 압송하라고 명령을 내리는 것으로 응수하였다.
마르티노 1세의 체포는 로마 시민들의 반발이 두려워 한동안 지지부진하다가, 결국 653년 6월 17일 라벤나 총독 테오도루스 콜리오파스에 의해 동로마 병사들이 라테라노에 들이닥쳐 막시모 증거자와 함께 체포하였다. 동로마 병사들은 마르티노 1세를 강제로 끌고 나가 서둘러 로마를 빠져나가 그리스의 낙소스에 잠시 머물다가 653년 9월 17일 콘스탄티노폴리스에 도착하였다. 콘스탄티노폴리스까지 끌려 온 마르티노 1세는 강제로 주교복을 벗기우고 사슬에 묶인 채 고단한 감옥 생활과 사람들로부터 수없이 많은 공개적인 수모를 겪다가 크리미아 지방의 케르손(오늘날 우크라이나 남부 지방)으로 추방당했다. 655년 5월 15일 케르소네수스에 도착한 마르티노 1세는 그곳에서 그해 9월 16일에 선종하였다.